# Ornorectes cristatus
Ornorectes cristatus là một loài chim trong họ Oreoicidae, trước đây từng xếp trong họ Pachycephalidae.